# Washington Hunt

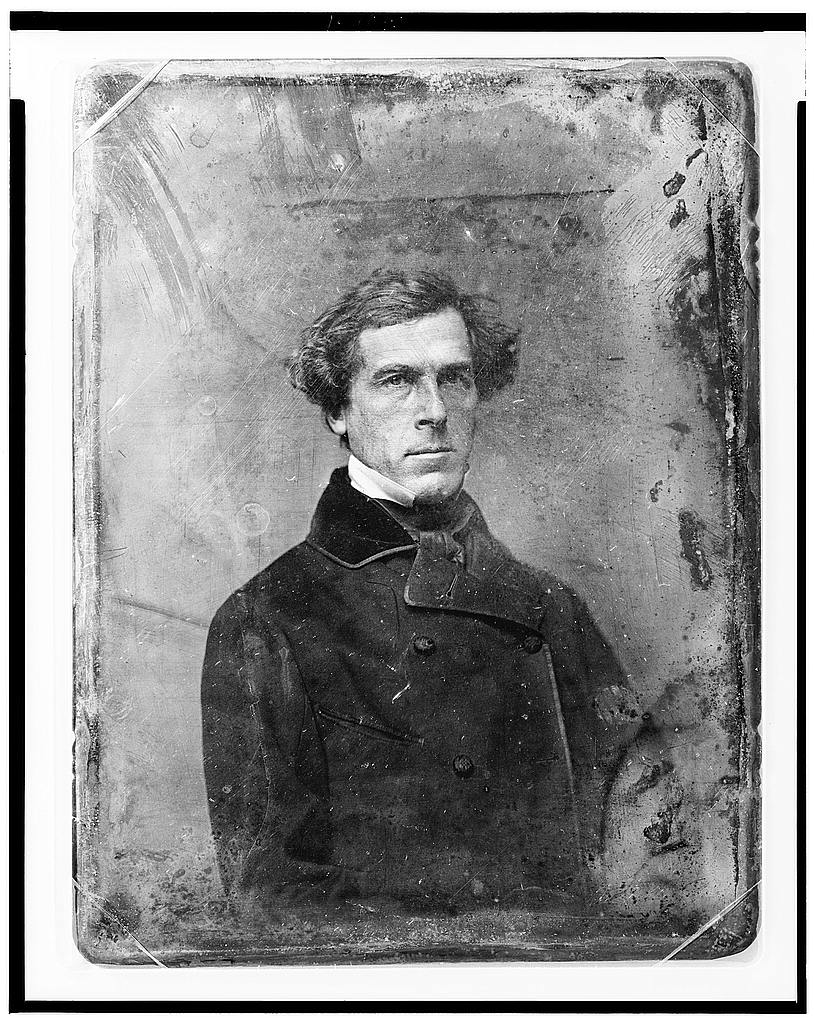
Washington Hunt

Washington Hunt (* 5. August 1811 in Windham, Greene County, New York; † 2. Februar 1867 in New York City) war ein US-amerikanischer Politiker und von 1851 bis 1853  Gouverneur des Bundesstaates New York. Zwischen 1843 und 1849 vertrat er seinen Staat als Abgeordneter im US-Repräsentantenhaus.

## Frühe Jahre und politischer Aufstieg
Im Jahr 1818 kam Washington Hunt mit seinen Eltern nach Portage im Livingston County. Dort beendete er seine Schulausbildung. Nach einem anschließenden Jurastudium wurde er 1834 als Rechtsanwalt zugelassen. Daraufhin begann er in Lockport in seinem neuen Beruf zu arbeiten.
Hunt wurde Mitglied der Whig Party. Im Jahr 1836 kandidierte er erfolglos für einen Sitz im Kongress. Von 1836 bis 1841 war er Richter des Berufungsgerichts im Niagara County. Zwischen dem 4. März 1843 und dem 3. März 1849 vertrat er für drei Legislaturperioden als Kandidat der Whigs seinen Staat im Repräsentantenhaus in Washington, D.C. Dort war er seit 1847 Vorsitzender des Handelsausschusses. Im Jahr 1848 kandidierte er nicht mehr für den Kongress. Von 1849 bis 1850 war Hunt Leiter des Rechnungshofes von New York (State Comptroller).

## Gouverneur von New York und weiterer Lebenslauf
Am 5. November 1850 wurde Washington Hunt zum neuen Gouverneur seines Staates gewählt. Dieses Amt übte er zwischen dem 1. Januar 1851 und dem 1. Januar 1853 aus. In dieser Zeit wurde die Infrastruktur des Staates durch den Ausbau der Straßen und Wasserwege weiter verbessert. Ein Problem stellte die Eingliederung der vielen Immigranten jener Jahre in die Gesellschaft dar. Im Jahr 1852 unterlag er bei den Gouverneurswahlen gegen Horatio Seymour. Danach zog er sich für einige Zeit aus der Politik zurück. Im Jahr 1856 war er Delegierter und zeitweise Vorsitzender auf dem Bundesparteitag der Whigs. Nach der Auflösung seiner Partei Ende der 1850er Jahre wurde er Mitglied der Demokratischen Partei. Im Jahr 1864 war er Delegierter auf deren Democratic National Convention. Bereits 1860 war er als möglicher Kandidat der nördlichen Demokraten für die Vizepräsidentschaft im Gespräch. Hunt lehnte das aber ab.
Ex-Gouverneur Hunt starb im Februar 1867 in New York City und wurde in Lockport beigesetzt. Er war mit Mary Hosmer Walbridge verheiratet.